# Bijeli dan
Bijeli dan je praznik koji se slavi 14. ožujka. Slave ga Japan, Tajvan, i Južna Koreja.
Potječe iz 1978. godine. Pada mjesec dana poslije Valentinova. U Japanu su na Valentinovo muškarci oni koji primaju darove, najčešći je čokolada. Mjesec dana kasnije oni vraćaju uslugu, a njihov dar ženama obično je dva do tri puta skuplji od onog kojeg su primili.
Muškarci su obično obučeni u bijela odijela.
Ponekad se ženama dar daje kao znak društvene obveze, a ne romantičnog interesa.